# Romualdia opharina
Romualdia opharina är en fjärilsart som beskrevs av William Schaus 1921. Romualdia opharina ingår i släktet Romualdia och familjen björnspinnare. Inga underarter finns listade.